# Старобілокуріхинська сільська рада
Ста́робі́локурі́хинська сільська рада (рос. Старобелокурихинский сельский совет) — сільське поселення у складі Алтайського району Алтайського краю Росії.
Адміністративний центр — село Старобілокуріха.

## Населення
Населення — 1533 особи (2019; 1520 в 2010, 1482 у 2002).

## Склад
До складу сільської ради входять:
| Населений пункт       | Населення, осіб (2002) | Населення, осіб (2010) |
| --------------------- | ---------------------- | ---------------------- |
| Даниловка, селище     | 23                     | 17                     |
| Старобілокуріха, село | 1459                   | 1503                   |